# Impacto cultural y legado de BTS

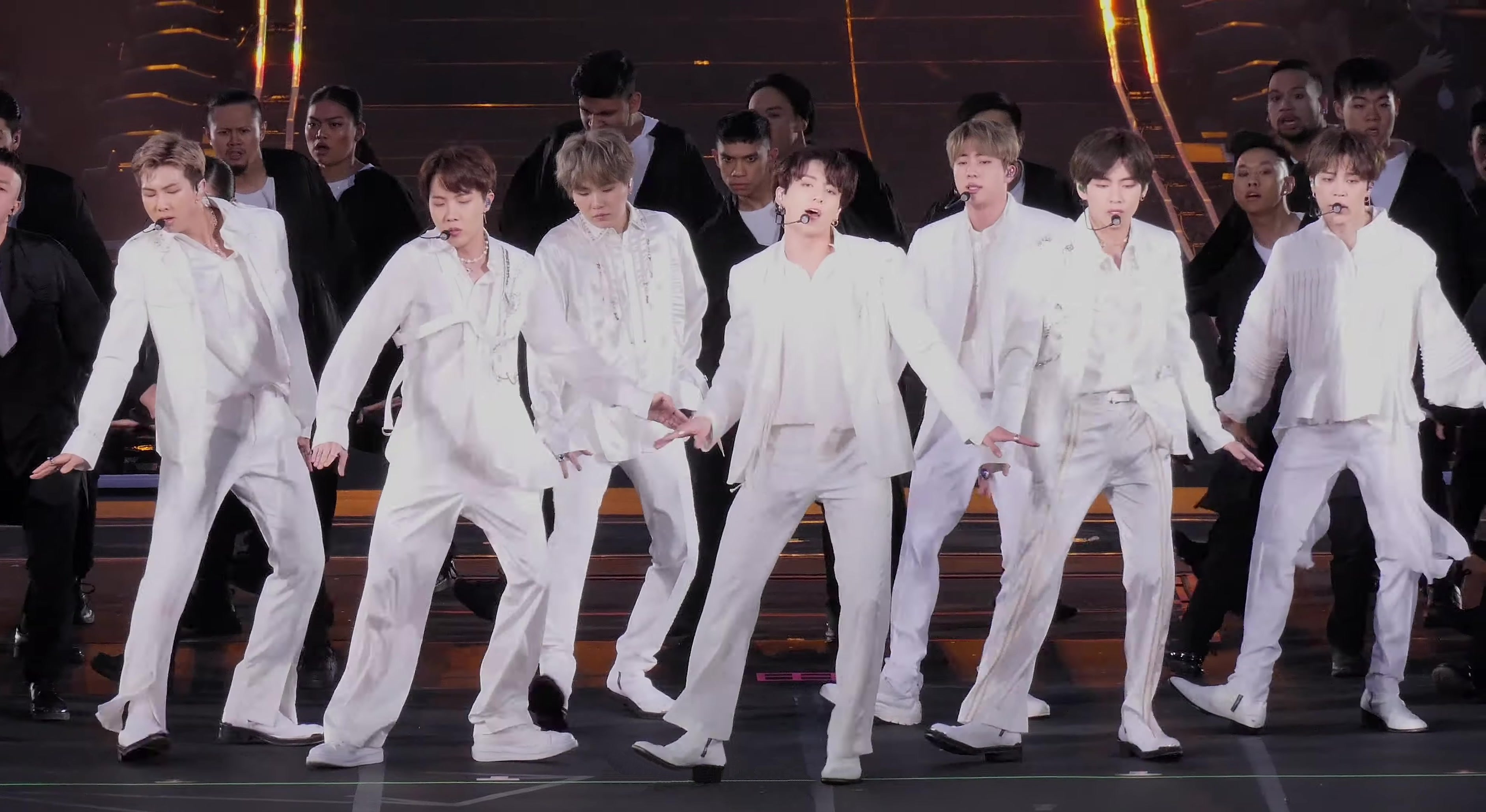
BTS interpretando «Not Today» durante la gira Speak Yourself en el MetLife Stadium, el 18 de mayo de 2019.

BTS (en hangul, 방탄소년단; romanización revisada, Bangtan Sonyeondan) es una agrupación musical de K-Pop surcoreana fundada en 2010 en Seúl, Corea del Sur, y que debutó en 2013. Los miembros del septeto —Jin, Suga, J-Hope, RM, Jimin, V y Jungkook— coescriben y coproducen la mayor parte de su material discográfico.

## Impacto cultural
En 2018, BTS fue el primer artista de habla no inglesa en estar en la Global Artist Chart de la IFPI, ya que obtuvo el segundo lugar, mientras que un año después estuvo nuevamente en el ranking en el séptimo puesto. En noviembre de 2019, Billboard lo incluyó en dos de sus listas de final de la década de 2010; se ubicó en la cuarta posición de los mejores artistas en redes sociales, que fue la más alta para un grupo, y en el número 45 de los mejores artistas en tour —el intérprete asiático con la mejor ubicación y el único de habla no inglesa—. Asimismo, en 2020 se convirtió en el primer músico de habla no inglesa en ser nombrado el artista global del año por parte de la IFPI.
El grupo también ha sido reconocido por su influencia social y ha aparecido en varios listados. En 2017 y 2018, Twitter anunció que BTS fue la celebridad sobre la que más se tuiteó en el mundo, mientras que la revista Time los incluyó en la portada de su edición internacional de octubre de 2018 como «Líderes de la nueva generación», en su ranking de las 25 personas más influyentes en internet —desde 2017 hasta 2019— y en la lista Time 100 como una de las personalidades más influyentes en 2019. Fue uno de los artistas que transformaron la música en la década de 2010, según CNN, por «popularizar el K-pop en Estados Unidos», estuvo entre las 50 personas más destacadas de 2018 de Bloomberg Market y, desde 2017, entró en la lista de Forbes de las celebridades más poderosas de Corea; obtuvo el primer lugar en 2018, 2020 y 2021, y se ubicó en el segundo y quinto puesto en 2019 y 2017 respectivamente. Adicionalmente, el Grupo de Desarrollo Sostenible de las Naciones Unidas eligió a BTS como «Líderes de un futuro global sostenible» desde 2019 hasta 2021, en tanto que su club de fanáticos (ARMY) lideró el ranking de grupos globales sostenibles en 2019.
En 2018, el grupo dio un discurso en la 73.ª Asamblea General de las Naciones Unidas y se presentó en el «Concierto de Amistad Francia-Corea: Los ecos de la música coreana» en París frente a 400 oficiales, entre ellos el presidente surcoreano Moon Jae-in. El presidente de la Asamblea Nacional de Corea del Sur Moon Hee-sang atribuyó los resultados de su gira en el extranjero a la influencia global de la banda; al respecto comentó: «BTS está haciendo la mayor parte de nuestro trabajo».

### Asia

#### Corea del Sur
En una encuesta de JoyNews24 sobre las personas más poderosas de 2019 en el país —en la que participaron profesionales de la industria del entretenimiento—, BTS obtuvo el número uno en la lista (con 74 votos) y el director de Parásitos Bong Joon-ho se ubicó en el segundo lugar (con 29 votos). Similarmente, alcanzó la segunda posición en la encuesta «Imagen Nacional Surcoreana» de 2019, realizada por el Ministerio de Cultura, Deportes y Turismo junto al Servicio de Información y Cultura de Corea en 16 países, y fue el artista más preferido en el país según el sondeo anual de Gallup Korea en 2018 y 2019.
En 2018, a pesar de que las medallas culturales se concedían tradicionalmente a personas con más de 15 años de logros destacados, el presidente de Corea del Sur les concedió a los integrantes de BTS la Orden al Mérito Cultural por su papel en la expansión de la cultura y el idioma coreano; se convirtieron en los receptores más jóvenes de esa distinción, cinco años después de su debut. En septiembre de 2019, el presidente Moon Jae-in incluyó a BTS entre sus «tres principales estrategias de innovación para la industria de contenidos» y mencionó que ha sido un pionero en modelos de negocio innovadores para comunicarse directamente con los fanáticos. Asimismo, el Ministerio de Cultura, Deportes y Turismo le otorgó una «Carta de Apreciación» por mostrar al mundo la belleza de la cultura tradicional coreana (Hangul, Hanbok, Gugak) a través de reinterpretaciones creativas en su música. En 2020 recibieron el premio James A. Van Fleet en reconocimiento a sus contribuciones destacadas en la promoción de las relaciones entre Estados Unidos y Corea del Sur, por lo que fueron los más jóvenes y los únicos músicos en la historia de la organización The Korea Society en obtenerlo.
El 21 de julio de 2021, el presidente Moon Jae-in designó a BTS como Enviado Presidencial Especial para las Generaciones Futuras y la Cultura. Con el nombramiento busca «crear consciencia sobre agendas globales, como el desarrollo sostenible, en las generaciones futuras y fortalecer el poder diplomático de la nación en el mundo». Por ello, el grupo representó a Corea del Sur en la 76.ª Asamblea General de las Naciones Unidas.

## Legado
Varios artistas han citado a BTS como una influencia en sus carreras, entre los que se encuentran: (G)I-DLE, Hyunho de D-Crunch, Younghoon de The Boyz, Euna Kim, Jaehyun de Golden Child, Wanna One, IN2IT, Park Ji-hoon, Kim Dong-han, Seven O'Clock, Hyeongseop & Euiwoong, Noir, Sejun de Victon, y Loona.
Además, de acuerdo al Centro Nacional de Gugak, la organización tuvo que extender la cantidad de sonidos disponibles de instrumentos coreanos, esto a causa del incremento en su demanda por parte de productores coreanos y extranjeros después del lanzamiento del sencillo «Idol». Asimismo, según la Corporación Herald, los grupos de idols han empezado a cambiar los temas de sus canciones de historias de amor a frases como «búscandome a mi mismo», lo cual refleja la influencia de la era Love Yourself así como del discurso de RM en las Naciones Unidas.

## Influencia comercial
En un estudio de diciembre de 2018 realizado por el Hyundai Research Institute se dio a conocer que BTS aporta aproximadamente $3.63 mil millones de USD a la economía de Corea del Sur cada año, además de ser la razón por la que uno de cada 13 turistas extranjeros visitaron el país en ese año. En febrero de 2019 la IFPI reveló que BTS era el segundo artista con mayores ventas a nivel mundial en cuanto a plataformas físicas, digitales y de streaming, siendo superado únicamente por el rapero Drake. El siguiente mes la misma organización anunció que los álbumes Love Yourself: Answer y Love Yourself: Tear ocuparon el segundo y tercer puesto respectivamente de la lista de discos más vendidos a nivel mundial en 2018, mientras que en abril de 2019 Spotify anunció que BTS se convirtió en el primer artista asiático en superar los 5 mil millones de streams en la plataforma.
En cuanto al impacto del grupo en Corea del Sur, la Korea Foundation, que es una organización afiliada al gobierno surcoreano, atribuyó el surgimiento del interés en la ola coreana entre 2016 y 2018 a BTS. Asimismo, de acuerdo a la Korea Customs Service las compras en línea de artículos de K-Pop aumentaron en 2018 debido a la banda. Adicionalmente, el vicepresidente y jefe de operaciones de la KOCCA declaró que el K-pop se ha «disparado» desde el surgimiento de la popularidad de BTS y ha creado trabajos no solo para la banda y su equipo sino también para otros idols.
El «Efecto BTS» es un término acuñado por varios medios de comunicación para describir cuando las compañías obtienen ganancias debido a la influencia de BTS. Tal fue el caso de la firma bancaria KB, cuyo número de cuentas de ahorro se incrementó seis veces más en comparación al año previo, esto después de que el grupo fuera contratado para realizar anuncios publicitarios. Además, después de que BTS encabezara la lista Billboard 200, los precios de las acciones de las compañías de entretenimiento surcoreanas aumentaron por 5 días consecutivos. También se reportó que todas las empresas que mantenían vínculos con BTS, como Netmarble, NetMark, Soribada, Key Shares, GMP, y Diffie, habían experimentado un aumento en sus acciones. Asimismo, cuando se anunció su colaboración con Mattel a inicios de 2019, las acciones de la compañía aumentaron más del 8 % en un día. Mientras que en la industria musical, tanto BTS como Ariana Grande y Drake impulsaron las ventas globales de música a $19 mil millones en 2018; esta ganancia no ha sido registrada desde 2006, antes de que las compras digitales ganaran terreno.
Conforme a los datos de la Asamblea Nacional de la República de Corea, BTS fue el grupo de pop con más marcas registradas ante la Oficina de Propiedad Intelectual de Corea (KIPO) en el año 2021.

## Narrativa ficticia
El Universo BTS, también conocido como Universo Bangtan o BU, es un universo alternativo creado por Big Hit que gira en torno al material discográfico de la banda. El argumento se centra en los siete miembros del grupo en una realidad alterna y muestra sus ansiedades e incertidumbres mientras enfrentan su futuro. Su cronología inició en 2015 con la canción «I Need U» y se extiende hasta el presente. Asimismo, tanto el webtoon Save Me como el libro HYYH: The Notes 1 complementan la historia.
En una reunión corporativa realizada el 4 de febrero de 2020, Big Hit también anunció que lanzaría la secuela HYYH: The Notes 2, la recreación de cinco canciones de BTS en cinco álbumes ilustrados y el drama Youth, que sería producido en colaboración con Chorokbaem Media y la guionista Kim Soo-jin. En una entrevista con Billboard, Michelle Cho, una profesora asistente de Culturas populares de Asia oriental de la Universidad de Toronto dijo que «como una experiencia audiovisual, "I Need U" inauguró el Universo Bangtan —la trama integra de forma brillante la trilogía de álbumes de The Most Beautiful Moment in Life y continúa en videos musicales, "videos conceptuales" (mini-films)— y la narrativa multiforme y abierta que ha sido serializada en las notas de álbum de sus discos y en publicaciones en Twitter e Instagram».
Respecto a esta estrategia artística, Mariejo Ramos de The Inquirer mencionó que «ningún otro artista ha incorporado exitosamente la misma técnica literaria a la música pop a gran escala». Mezclar los dos ha creado un ambiente interactivo para que sus fanáticos hagan teorías cuando se publican nuevas pistas o material. Además de acuerdo con el equipo creativo de BTS, el universo está «diseñado para representar a cada miembro tanto en términos de la realidad como de la narrativa ficticia».

## Publicidad
A lo largo de su carrera, BTS ha mantenido acuerdos en diversas industrias, tanto para promocionar productos como para crear artículos propios, y ha sido elegido como embajador global en varias ocasiones debido al éxito en ventas que las empresas experimentan tras contratarlo. En 2018 trabajó con LG Electronics para el lanzamiento del teléfono móvil LG G7 ThinQ, mientras que desde 2020 es la imagen principal de Samsung Electronics, para la que ha filmado múltiples comerciales para promover los teléfonos inteligentes Galaxy S20+ —del que salió al mercado una versión especial de la banda— y Galaxy S21, así como los audífonos Galaxy Buds+. Además, en 2019 se alió con Casetify para comercializar una nueva serie de accesorios tecnológicos. En el sector automotriz, Hyundai Motors lo seleccionó para las campañas publicitarias del SUV Palisade, que recibió casi el doble del volumen previsto de órdenes domésticas a raíz de su participación, del vehículo de celda de combustible de hidrógeno Nexo y del ejemplar Ioniq, para el que publicó la canción «IONIQ: I’m On It» junto con un video musical. Asimismo, fue el vocero del campeonato mundial de Fórmula E de la FIA, con el fin de impulsar el uso de los automóviles eléctricos para la mitigación del cambio climático. En cuanto a la moda, fue el primer grupo pop masculino en colaborar con Dior, sus integrantes vistieron conjuntos de la colección pre-fall 2019 de Kim Jones en su concierto en el Estadio de Francia, y en abril de 2021, Louis Vuitton lo escogió como su representante oficial. También ha sido modelo de las marcas deportivas Puma, entre 2015 y 2018, y Fila, desde 2019.

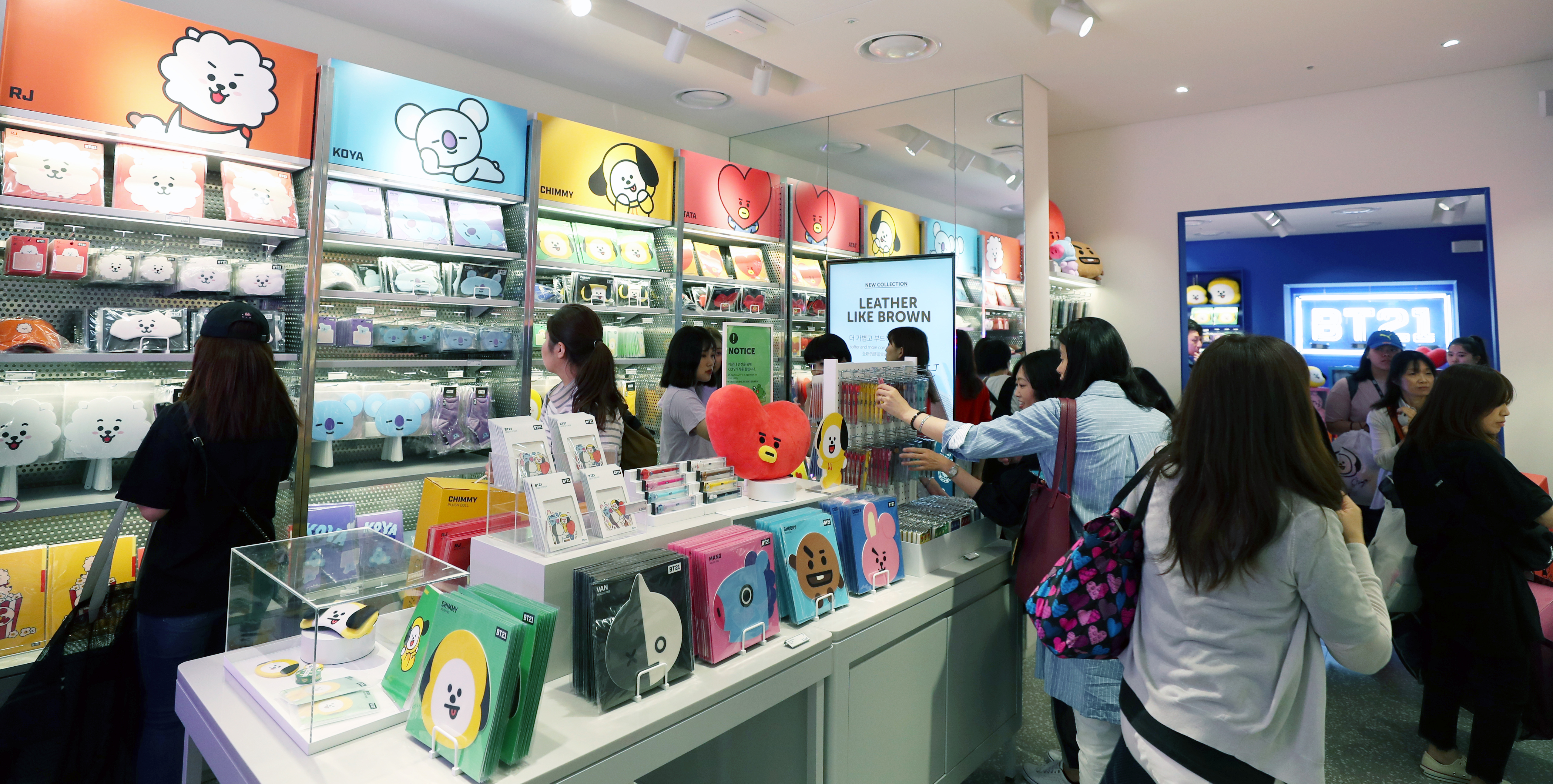
Aficionados comprando productos de BT21 en la tienda de Line Friends, en Mapo-gu, Seúl

En la industria juguetera, Mattel fabricó muñecos de los miembros del grupo a partir de los atuendos que lucieron en el video musical de «Idol». Similarmente, Medicom Toy se inspiró en el vestuario que habían usado en sus presentaciones, hasta ese momento, para diseñar el juguete de bloques BE@RBRICK y Funko lanzó las figuras Funko Pops de cada uno. Por otro lado, se asoció con la aplicación de mensajería Line para introducir los personajes BT21; al inicio se produjeron emojis y stickers, pero luego se llegó a incluir ropa, calzado, accesorios y otros tipos de mercancía. A causa de su popularidad, Line inauguró tiendas en Seúl antes de expandirse a nivel mundial en países como Japón, Taiwán, Hong Kong y Estados Unidos. En el sector alimentario, BTS colaboró con la cadena de restaurantes McDonald's para vender su propio menú en cincuenta países, en tanto que en el entretenimiento ha incursionado tanto en medios digitales como en los videojuegos. En 2014 estrenó los webtoons Hip Hop Monster y We On, a través del portal Nate, y en 2019 publicó el cómic Save Me en conjunto con LICO y Line Webtoon. En 2016, Nexon realizó avatares basados en sus integrantes para el juego de rol Elsword. De igual forma, la banda trabajó con la compañía DalcomSoft para desarrollar la aplicación Superstar BTS en 2018, así como con Netmarble Games para hacer el videojuego móvil de simulación BTS World en 2019. En diciembre de 2020, elaboró sus propios ítems para MapleStory.
En Asia, BTS fue el portavoz de KB Kookmin Bank —uno de los cuatro bancos más grandes de Corea del Sur— en 2018 y 2019; en su primer año con la entidad se abrieron más de 180 000 cuentas,  un número «destacable» ya que normalmente se crean 30 000. Además, firmó con Coca-Cola Corea para las campañas de promoción del Mundial de Rusia de 2018 y,  desde 2017, ha contribuido en el sector turístico como embajador honorífico de Seúl ,en el programa «I Seoul U», y como modelo de la tienda Lotte Duty Free. En cambio, en la industria cosmética e indumentaria, prolongó su contrato con la marca coreana de uniformes SMART desde 2016 hasta 2019 y ha promovido las mascarillas faciales Mediheal, las líneas de cosméticos de VT Cosmetics y los lentes de contacto Play/Up. Entre otras de sus colaboraciones se encuentran: la compañía de cerámica Kwangjuyo, con la que distribuyó artículos de porcelana; el suplemento vitamínico Lemona; la silla de masaje Bodyfriend; Tokopedia; Smart Communications; la empresa coreana de electrodomésticos Coway; la marca de café enbotellado Cold Brew, del barista estadounidense Charles Babinski; Baskin Robbins Corea; y Lotte Chilsung, para la que fue el representante de la gaseosa Chilsung Cider en 2020, por el septuagésimo aniversario de la bebida, y de la cerveza Kloud Draft en 2021.